# Chassalia princei
Chassalia princei là một loài thực vật có hoa trong họ Thiến thảo. Loài này được (Dubard & Dop) Bremek. mô tả khoa học đầu tiên năm 1962.